# Eric O'Sullivan

a Compétitions nationales et continentales officielles uniquement.

b Matchs officiels uniquement.
Dernière mise à jour le 10 décembre 2023.
Eric O'Sullivan, né le 30 novembre 1995 à Dublin (Irlande), est un joueur international irlandais de rugby à XV jouant au poste de pilier gauche à l'Ulster en United Rugby Championship depuis 2018.

## Biographie

### Jeunesse et formation
Eric O'Sullivan naît le 30 novembre 1995 à Dublin, en Irlande. Il fréquente le Templeogue College (en) puis le Trinity College, où il suit des études de commerce,.
Lorsqu'il commence à jouer au rugby à XV, il est d'abord utilisé aux postes des lignes arrières, puis est converti en tant qu'avant lors de son passage au Trinity College. Durant sa jeunesse il joue également pour le Leinster dans les équipes des moins de 17 ans jusqu'au moins de 20 ans. Cependant, la province ne lui offre pas de place dans son centre de formation. Cependant, grâce à ses bonnes performances avec le Dublin University FC dans le Championnat d'Irlande, il est repéré par l'Ulster qui le recrute dans son centre de formation en 2017,.

### Carrière en province
Eric O'Sullivan fait ses débuts professionnels avec l'Ulster à l'occasion de la première journée du Pro14 de la saison 2018-2019, lorsqu'il remplace Andrew Warwick (en) dans une victoire 15 à 13 contre les Scarlets,. Il connaît sa première titularisation trois semaines plus tard, dans un match nul 39-39 contre les Sud-Africains des Cheetahs en Pro14. Pour sa toute première saison en équipe une, alors qu'il est encore un joueur du centre de formation, Eric O'Sullivan joue 26 matchs dont 18 en tant que titulaire et réalise 251 plaquages. Cette très rapide ascension au plus haut niveau lui permet d'être élu Young Player of the Year (Jeune joueur de l'année) lors des Ulster Rugby Awards de la saison. Au cours de cette saison, en février 2019, il signe également son premier contrat professionnel.
Durant la saison 2019-2020, l'Ulster est quart de finaliste de la Coupe d'Europe, éliminé par le Stade toulousain. Toutefois, la province atteint la finale du Pro14. Durant ce match, face au Leinster, Eric O'Sullivan est titulaire en première ligne aux côtés de Rob Herring et Tom O'Toole. Cependant, son équipe est battue sur le score de 27 à 5,. Il joue au total 19 matchs toutes compétitions confondues cette saison.
Alors qu'il avait commencé la saison 2020-2021 derrière Jack McGrath dans la hiérarchie des piliers gauche de l'Ulster, Eric O'Sullivan a su élever son niveau de jeu et récupérer sa place de titulaire à ce poste, à tel point qu'il a même été sélectionné pour la première fois en équipe nationale à la mi-saison. À l'issue de cette saison, il est nommé dans l'équipe type du Pro14.
La saison suivante, en 2021-2022, Eric O'Sullivan n'arrive pas à confirmer les bonnes performances réalisées la saison passée. Il perd en effet sa place de titulaire et est même relégué troisième dans la hiérarchie à son poste derrière Andrew Warwick et Jack McGrath,.
Durant la saison 2022-2023, il retrouve du temps de jeu, profitant notamment du départ à la retraite de McGrath. Au mois de février, Eric O'Sullivan joue le centième match de sa carrière avec sa province, lors d'un match de championnat contre les Glasgow Warriors. Un mois plus tard, il prolonge son contrat d'un an soit jusqu'en 2024. À la fin de la saison, en juin 2023, il est nommé entraîneur de la mêlée de l'équipe féminine de l'Ulster.

### Carrière internationale
En novembre 2020, Eric O'Sullivan est appelé pour la première fois en équipe d'Irlande pour un match de Coupe d'automne des nations face à la Géorgie,. Il ne participe toutefois pas à cette rencontre, mais connaît sa première cape la semaine suivante, face à l'Écosse. Il entre en jeu à la 65e minute à la place de Cian Healy et l'Irlande s'impose sur le score de 31 à 16,.
Malgré cette première sélection et des performances satisfaisantes avec l'Ulster, il n'est pas appelé par Andy Farrell pour le Tournoi des Six Nations 2021, ni pour la tournée d'été de la même année aux États-Unis,.

## Statistiques

### En province
| Saison       | Club         | Championnat               | Championnat | Championnat | Coupe d'Europe     | Coupe d'Europe | Coupe d'Europe |
| Saison       | Club         | Compétition               | Matchs      | Essais      | Compétition        | Matchs         | Essais         |
| ------------ | ------------ | ------------------------- | ----------- | ----------- | ------------------ | -------------- | -------------- |
| 2018-2019    | Ulster       | Pro14                     | 19          | -           | Coupe d'Europe     | 7              | -              |
| 2019-2020    | Ulster       | Pro14                     | 11          | -           | Coupe d'Europe     | 7              | -              |
| 2020-2021    | Ulster       | Pro14                     | 14          | 1           | Coupe d'Europe     | 2              | -              |
| 2020-2021    | Ulster       | Pro14 Rainbow Cup         | 2           | -           | Challenge européen | 3              | -              |
| 2021-2022    | Ulster       | United Rugby Championship | 16          | -           | Coupe d'Europe     | 4              | -              |
| 2022-2023    | Ulster       | United Rugby Championship | 13          | 1           | Champions Cup      | 5              | -              |
| 2023-2024    | Ulster       | United Rugby Championship | 4           | -           | Champions Cup      | -              | -              |
| Total Ulster | Total Ulster | Total Ulster              | 79          | 2           | Coupe d'Europe     | 28             | 0              |

### Internationales
Eric O'Sullivan compte une seule sélection en équipe d'Irlande et n'a pas inscrit de points.
| Année | Compétition                 | Matchs | Points | Essais |
| ----- | --------------------------- | ------ | ------ | ------ |
| 2020  | Coupe d'automne des nations | 1      | -      | -      |
| Total | Total                       | 1      | 0      | 0      |

## Palmarès

### En province
- Ulster
  - Finaliste du Pro14 en 2020

### Distinctions personnelles
- Membre de l'équipe type du Pro14 en 2021